# Horodyšče (Alčevský rajón)
Horodyšče (ukrajinsky Городище, rusky Городище – Gorodišče) je sídlo městského typu v Luhanské oblasti na Ukrajině. K roku 2011 v něm žilo přes dva tisíce obyvatel.

## Poloha
Horodyšče leží na Bile, pravém přítoku Luhaně v povodí Severního Doňce. Od Luhansku, správního střediska oblasti, je vzdáleno přibližně pětapadesát kilometrů západně.

## Dějiny
Horodyšče založili v sedmnáctém století ruští starověrci. Sídlem městského typu je od roku 1964. Od léta 2014 je v rámci rusko-ukrajinské války má pod svou kontrolou samozvaná Luhanská lidová republika.